# Козубенко, Василий Евсеевич
Василий Евсеевич Козубенко (24 августа 1899, Жоравка, Полтавская губерния — 17 ноября 1971, Харьков) — советский учёный-селекционер, лауреат Ленинской премии.

## Биография
Участник Гражданской войны.
Учился в сельскохозяйственной профшколе, окончил Полтавский СХИ (1928) и аспирантуру по селекции при Всесоюзном институте кукурузы (1934).
В 1933—1959 годах работал на Кубанская опытная станция|Кубанской опытной, Артёмовская селекционная станция|Артёмовской селекционной и Черновицкая опытная станция|Черновицкой опытной станциях.
С 1959 года — старший научный сотрудник, профессор Украинский НИИ растениеводства|Украинского НИИ растениеводства, селекции и генетики имени академика В. Н. Юрьева.
В 1960-х годах работал в том числе в Малой Даниловке на берегу реки Лозовеньки в отделении № 2 экспериментальной базы Украинского НИИ растениеводства имени В. Я. Юрьева, где в основном занимался «исследовательской работой.»
Умер 17 ноября 1971 года после продолжительной болезни. Похоронен в Харькове.

### Семья
Сыновья: Владимир Васильевич — научный сотрудник УКРНИИСХОМ, Харьков; Леонид Васильевич — доктор сельскохозяйственных наук (1994). Дочь Галина Васильевна (Коптелова) — доцент ХГУ, к.ф.н.

## Научная деятельность
Доктор сельскохозяйственных наук (1959, тема диссертации «Направление и методы селекции кукурузы»), профессор (1966).
Автор 11 высокоурожайных гибридов кукурузы — Буковинский 1, Буковинский 2, Буковинский 3 и других. Автор монографии «Селекция кукурузы» (1965).
Автор книги:
- Селекция кукурузы / В. Е. Козубенко, д-р с.-х. наук, лауреат Ленинской премии / М.: Колос, 1965. — 206 с.

## Награды
- Ленинская премия (1963);
- орден Ленина.